# Sjöräddningsregion

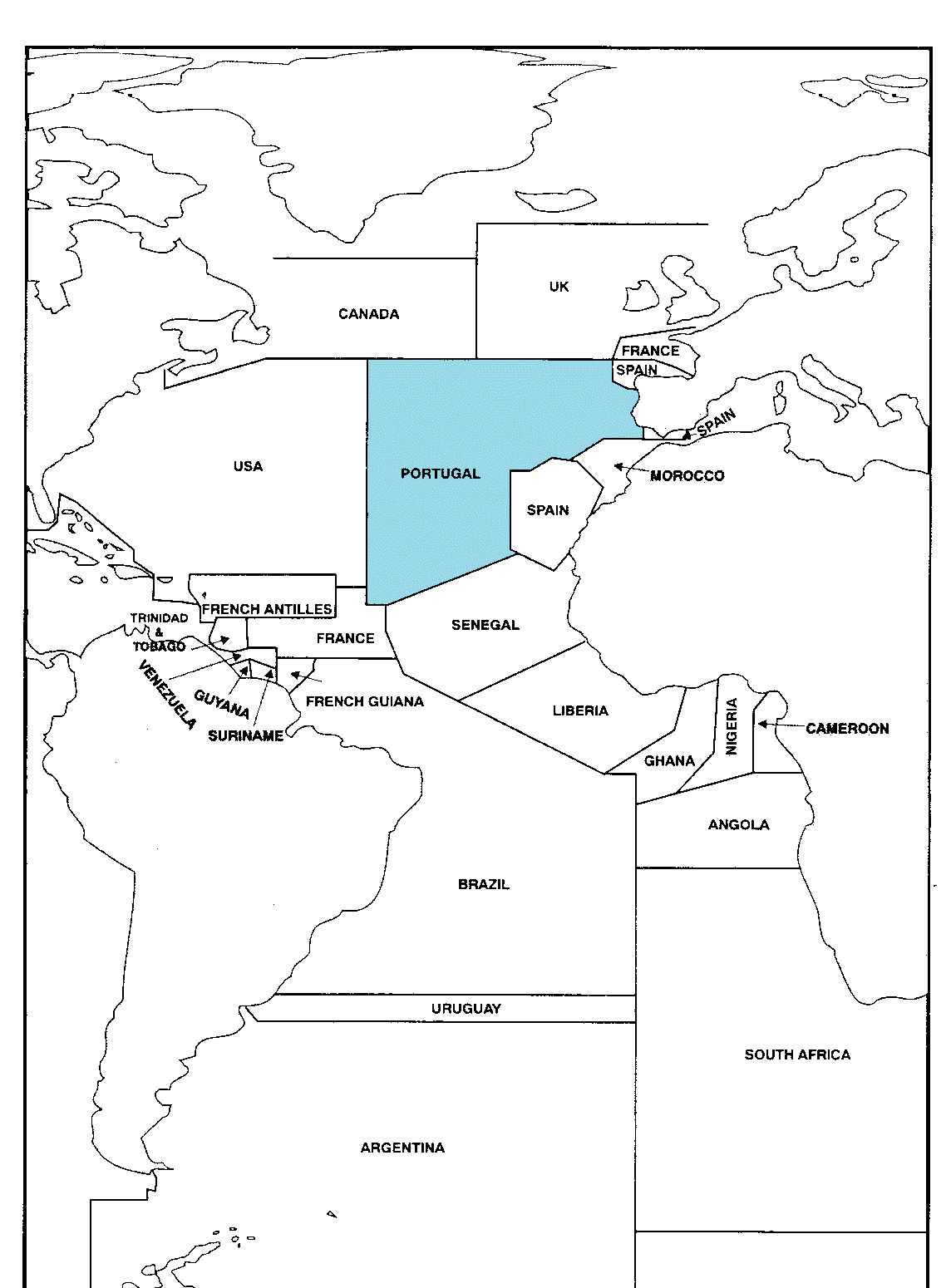
Portugals sjöräddningsregion (Search and Rescue Region)

Sjöräddningsregion, eller på engelska, som är det officiella språket för sjöräddning Search and Rescue Region, är ett geografiskt definierat område, inom vilket ett land genom mellanstatliga avtal ansvarar för sjöräddningstjänst, och inom vilket det finns en sjöräddningscentral (MRCC) eller en gemensam sjö- och flygräddningscentral (JRCC)
I ett lands sjöräddningsregion ingår landets territorialvatten, samt också det vatten utanför detta, varom överenskommelse om ansvarsområde träffats med berörd(a) stat(er).

## Den svenska sjöräddningsregionen
För Sveriges del sammanfaller sjöräddningsregionen i stort sett med Flight Information Region(en) (FIR), utom vad som avser Bornholm och vattnet runt Bornholm som ingår i Sveriges FIR, men ej i Sveriges sjöräddningsregion. 
Den svenska sjöräddningsregionen är indelat i elva regipnala SAR-områden till havs, vartill kommer tre regionala SAR-områden för de tre insjöarna Vänern, Vättern och Mälaren, för vilka också sjöräddningsansvaret åvilar staten. Sveriges sjöräddningsregion gränsar till Finlands, Estlands, Lettlands, Litauens, Rysslands, Polens, Danmarks och Norges sjöräddningsregioner.
Sjöfartsverket har ansvaret för den svenska sjöräddningsregionen. Ledningen av spaning, och för sjöräddning också ledning av räddningsarbete, ligger på Sjö- och flygräddningscentralen i Göteborg, vilken är Sveriges Joint Rescue Coordination Centre (JRCC).

### Regionala SAR-områden i Sverige
Sjöfartsverket indelar vattenområdena inom den svenska räddningsregionen samt Vänern, Vättern och Mälaren i 14 regionala SAR-områden. Begreppet Regionalt SAR-område används i sjöräddningsstatistiken samt för Sjöfartsverkets administrativa arbete på regional nivå, till exempel samordning mellan de olika för sjöräddning ansvariga aktörerna.
- BOT - Bottenviken
- BOH - Bottenhavet
- STO - Stockholm
- MÄL - Mälaren
- LAN - Landsort
- BRÅ - Bråviken
- GOT - Gotland
- KAL - Kalmarsund
- HAN - Hanöbukten
- ÖRE - Öresund
- KAT - Kattegatt
- SKA - Skagerrak
- VÄN - Vänern
- VÄT - Vättern

## Flyg- och sjöräddning i Arktis

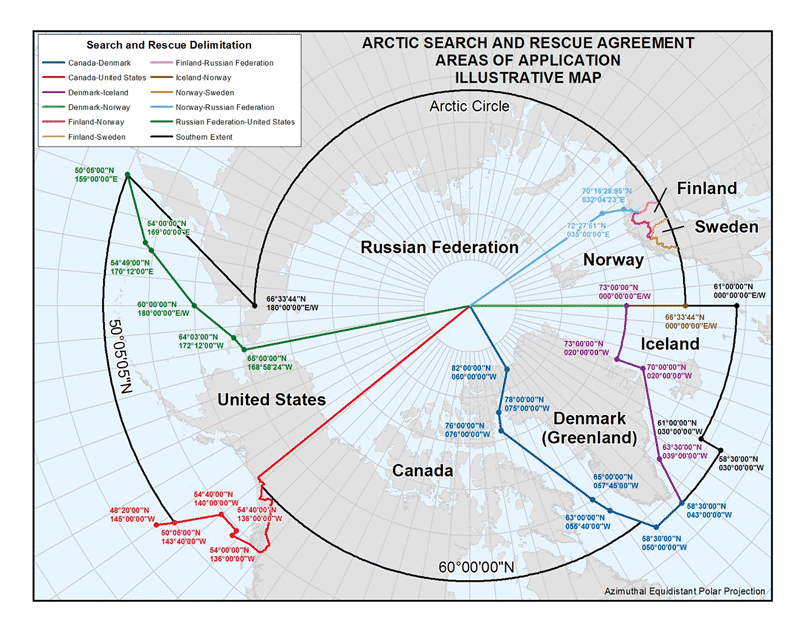
Sjöräddningsregioner i Arktis

Avtalet om flyg- och sjöräddning i Arktis, Agreement on Cooperation on Aeronautical and Maritime Search and Rescue in the Arctic, reglerar omfattningen av olika länders räddningsregioner i Arktis, en region för vilken ländernas territorialvatten inte är fullständigt avtalade. Avtalet har ingåtts mellan medlemsländerna i Arktiska rådet, i vilka också Sverige och Finland ingår utan att ha territoriella anspråk i havsområdet. Avtalet träffades i maj 2011 Avtalet trädde i kraft 19 januari 2013, efter det att det ratificerats av samtliga åtta medlemsländer i Arktiska rådet.